# Susanna Zorzi
Susanna Zorzi, née le 13 mars 1992 à Thiene, est une coureuse cycliste italienne.

## Biographie
En 2012, elle gagne la troisième étape du Trophée d'Or en réalisant le kilomètre.
En 2013, elle participe au Tour des Flandres et réalise une échappée solitaire en début d'épreuve. Elle compte jusqu'à une minute d'avance mais se fait reprendre. Elle remporte le championnat d'Europe en réalisant une échappée solitaire longue de quarante kilomètres.
En 2014, lors de la deuxième étape de The Women's Tour, elle rejoint en échappée sa compatriote Rossella Ratto partie en début d'étape. Elle termine deuxième du sprint.

## Palmarès sur route

### Par années
- 2008
  - 3e du  championnat d'Italie sur route cadettes
- 2009
  - 2e du  championnat d'Italie du contre-la-montre juniors
  - 3e du championnat du monde sur route juniors
- 2010
  -  Championne d'Italie sur route juniors
  -  Championne d'Italie du contre-la-montre juniors
  - Memorial Davide Fardelli juniors
- 2012
  - 3e étape du Trophée d'Or
- 2013
  -  Championne d'Europe sur route espoirs
- 2014
  -  Médaillée de bronze du championnat du monde du contre-la-montre par équipes

### Classements mondiaux
| Année                                 | 2011 | 2012 | 2013 | 2014 | 2015 | 2016 | 2017 |
| ------------------------------------- | ---- | ---- | ---- | ---- | ---- | ---- | ---- |
| Classement UCI                        | 397e | 287e | 60e  | 56e  | 161e | 150e | 251e |
|                                       |      |      |      |      |      |      |      |
| Légende : nc = non classéSource : UCI |      |      |      |      |      |      |      |